# N.A.S.A. (gruppo musicale)
N.A.S.A. è un gruppo hip hop composto dallo statunitense Squeak E. Clean (Sam Spiegel) e dal brasiliano DJ Zegon. N.A.S.A. è acronimo di North America/South America, a simboleggiare non solo la differente provenienza dei due fondatori del gruppo, ma anche quella di oltre trenta artisti che hanno collaborato con N.A.S.A.

## Gli inizi
I due fondatori si incontrarono nell'aprile 2003 in uno studio di registrazione di amici, proseguendo poi a creare musica insieme il giorno dopo.
All'inizio scelsero di lavorare con brani brasiliani degli anni '60 e '70. Ad ogni modo, quello che partì come puro piacere fine a sé stesso dei due di creare musica si trasformò presto in qualcosa di più serio. Avendo consolidato una forte amicizia attraverso la loro passione per la musica, i due artisti decisero di creare un album con tutti i loro eroi e musicisti preferiti

## Formazione
L'idea di Sam e Ze era di aggruppare gente da zone diverse del mondo attraverso la loro comune ispirazione ed amore per la musica. N.A.S.A. nacque in breve tempo, con collaborazioni inusuali come Ol' Dirty Bastard e Fatlip, George Clinton ed il rapper Chali 2na ed un'altra ancora tra Tom Waits e Kool Keith.
Presto i due fondatori capirono che il filone di collaborazioni poteva dare vita ad un album completo. L'idea trascinante fu quella di ignorare limiti musicali come generi musicali, etnia, politica, geografia, e lingua. Tramite questo concetto, Sam e Ze hanno concentrato in un solo album alcune delle più eclettiche collaborazioni mai viste, rimarcando il loro credo di inesistenza di categorie e barriere.

## Discografia
- 2009: The Spirit of Apollo
- 2010: The Big Bang